# 브라흐마시라스트라
브라흐마시라스트라(산스크리트어: ब्रह्मशिरा अस्त्र) 또는 브라흐마시라오나마카스트라는 고대 인도 문헌에 묘사된 가장 파괴적인 무기로 신들이나 데바들의 존재를 종식시킬 수 있다. 브라흐마시라스트라는 브라흐마스트라보다 뛰어나다고 여겨지며, 거대한 폭발과 파도의 연쇄 반응을 일으켜 원하는 우주의 실체나 심지어 우주 자체까지 전멸시킨다. 이 무기는 브라흐마의 네 개의 머리를 끝으로 표현한다. 현자 아그니베샤, 파라슈라마, 구루 드로나, 아르주나, 아슈와타마는 이 무기를 발동시킬 수 있는 지식을 가지고 있었다. 이 무기는 풀잎을 포함한 모든 물체에 사용할 수 있다.
마하바라타에서는 이 무기가 발동되었을 때, "거대한 불덩이 속에서 무서운 불길로 타오른다."고 설명되어 있다. 수많은 천둥소리가 들리고, 땅에 균열이 생기고, 강이 말라가고, 수천 개의 운석이 떨어지고, 모든 생명체가 엄청난 두려움에 떨게 된다. 온 하늘이 소음으로 가득 찬 것처럼 보였고, 불의 불꽃으로 끔찍한 양상을 띠었다. 그녀의 산과 물과 나무가 있는 온 땅이 떨렸다." 어떤 지역에 부딪히면, 그것은 파괴되고, 그곳에는 아무것도 자라지 못할 것이며, 앞으로 50년(인류의 연도로 155.5조년) 동안 풀 한 포기도 자라지 못할 것이다.
그것의 진정한 힘은 과거, 현재, 미래에서 누군가의 존재를 제거하는 능력이다. 화살은 발사되면 즉시 그들의 존재를 소멸시킬 것이고, 만약 어떤 것이 존재하지 않았고, 존재하지 않을 것이라면 그 실체를 어떤 면이나 형태로도 상상할 수 없기 때문이다.

## 같이 보기
- 브라흐마스트라
- 아슈와타마